# Samuel Sibilski
Ssynic (bürgerlich Samuel Sibilski; * 4. Juli 1983 in Düsseldorf) ist ein deutscher Stand-up-Comedian, Battle-Rapper und YouTuber. Bekanntheit erlangte Sibilski vor allem durch seine Auftritt in Written-Acapella-Battles sowie durch das Reacting-Format Ssynic macht Auge auf Youtube. 

## Werdegang
Sibilski wurde als Sohn einer deutschen Mutter und eines aus Sierra Leone stammenden Vaters in Düsseldorf geboren. In seiner Jugend versuchte er, eine Fußballerkarriere zu starten, und brachte es bei Fortuna Düsseldorf zu Einsätzen in diversen Jugendmannschaften und der zweiten Mannschaft. Später lief er für Ratingen 04/19, VfB 03 Hilden, Union Solingen, TuRU Düsseldorf, Düsseldorfer SV 04 und BV 04 Düsseldorf auf. Ein Studium der Erziehungswissenschaft brach er ab. Nachdem er einige Jahre in der Gastronomie tätig gewesen war, begann er in Berlin eine Karriere als Battlerapper (als Ssynic bei Rap am Mittwoch) und Comedian.
Ssynic bestreitet vor allem Written-Acapella-Battles, kommentiert in seinem YouTube-Format Ssynic macht Auge jedoch auch On-Beat-Battles. Sein YouTube-Kanal @ssynic13 hat 135.000 Abonnenten; die enthaltenen 382 Videos verzeichnen gut 27,6 Millionen Aufrufe (Stand: 3. April 2025). Als Battlerapper konnte er aufgrund seiner schnell erlangten Bekanntheit überdurchschnittlich hohe Gagen im vierstelligen Bereich erzielen.
Seine Debüt-Tour mit dem Titel Übertreib’ nich führte ihn 2022/2023 durch mehrere deutsche Städte. Ab Herbst 2025 soll die zweite Tour mit dem Titel Reicht langsam! in sieben Städten in Deutschland und Österreich stattfinden. Auch am Comedy Clash nahm Sibilski teil.
Zu den Ausgaben seines Podcasts Gib ma Feuer! mit inzwischen über 50 Ausgaben (Stand: 3. April 2025) lädt Sibilski sich stets prominente Gesprächspartner wie Felix Lobrecht, Kool Savas, Samy Deluxe, Fler oder Carsten Stahl ein.
In der Serie Straight Outta Crostwitz mit Jasna Fritzi Bauer war Sibilski im Jahr 2022 in der vierten Folge in der Rolle des MacDaddy zu sehen. An der Serie Your Life is a Joke war Sibilski in drei Folgen als Drehbuchautor beteiligt.